# Чешка готичка архитектура
Чешка готичка архитектура се односи на архитектонски период пре свега касног средњег века на подручју данашње Чешке (бивше Земље чешке круне, коју су првенствено чиниле Краљевина Чешка и Маркгрофовија Моравска).
Готички стил се први пут појавио у Чешкој у првој половини 13. века и тамо је био уобичајен до раног 16. века. Фазе развоја готичке архитектуре у Чешкој често се називају по чешкој владајућој династији тог времена:
- Рана готика — готика Пшемисловића(13. и почетак 14. века)
- Висока готика — готика Луксембурга (14. и почетак 15. века)
- Касна готика — готика Јагелона (приближно 1471—1526)[2]

Најзначајнији готички архитекти који су радили у Чешким земљама (посебно у Чешкој) били су Петер Парлер и Бенедикт Рејт.

## Рана готика
Готички стил је продро у Чешку у првој половини 13. века — у време када је романски стил цветао у Чешкој, а висока готика у Француској. У 13. веку Краљевина Бохемија је постала стабилна земља и раст политичког и економског значаја Бохемије се огледао и у уметности. До тог времена културни развој Чешке је каснио у поређењу са западном Европом. У 13. веку су основани многи манастири, градови, варошице и села. Било је то време колонизације још ненасељених области Краљевине. Чешко племство је прихватило витешку културу, па је слушало немачке витезове, учествовало на турнирима, добијало грбове и градило замкове од камена. Захваљујући новооткривеним рудницима сребра, Краљевина је постајала све богатија (нпр Јихлава, Стрибро или Кутна Хора).
1240-их година подигнуте су последње чисто романичке цркве (нпр. у Винецу, Потворову, Тисмицама или Кондрацу). Тридесетих година 12. века изграђене су прве раноготичке грађевине у „прелазном” стилу који је у Чешку и Моравску донео Ред цистерцита. Њихове грађевине нису биле баш отмене и често су користили мотиве листова и бобица, посебно на капителима. Цистерцити су били најзначајнији градитељи архитектуре самог раноготичког стила у Чешкој.
Црква опатије Тепла (Премонстратенци) освећена 1232, је једна од најстаријих готичких цркава у Чешкој. Друга важна раноготичка грађевина је манастир Осек (цистерцити) у Чешкој са својом јединственом салом каптола. Прва готска грађевина у Моравској био је манастир цистерцитских монахиња Porta coeli (Небеска врата) у Предклаштерији у Тишнову код Брна који је основала Констанца Угарска, краљица Чешке 1233. године, освећена 1239. У Чешкој се налазе најстарији орнаменти ружица, а веома отмени портал изграђен у стилу француских катедрала био је јединствен у средњој Европи тог времена.
Базилика Светог Прокопија у Требичу сматра се најбизарнијим делом европске архитектуре друге трећине 13. века. Архитектура ове некадашње бенедиктинске опатијске цркве у Требичу је јединствена мешавина романичког и готичког стила. Није грађен у „прелазном” романичко-готичком стилу, већ су градитељи користили елементе оба стила у зрелим облицима и тако створили објекат који је истовремено и чисто романички и готички. Због тога је уврштен на Унескову листу светске баштине.
Најстарија готичка грађевина у Прагу је манастир Свете Агнезе који је 1231. основала боемска принцеза Агнеза Чешка (касније канонизована). Био је то први самостан клариса изван Италије. Прва црква овог самостана (Црква Св. Фрање) завршена је 1234. године и каже се да је то најстарија засвођена таква црква северно од Алпа. Црква Христа Спаситеља подигнута 1261—1265. као краљевски маузолеј династије Пшемисловића од стране чешког краља Отокара II била је под директним утицајем француске готичке архитектуре.
У новооснованом богатом рударском граду Јихлави подигнуте су 1240-их година три раноготичке цркве (жупска, фрањевачка и доминиканска), које такође спадају у најстарије очуване готичке цркве у Чешкој.
После 1260-их, утицај цистерцитског стила се смањио и чешка архитектура је тада била инспирисана француском високоготичком архитектуром. У јужној Чешкој радили су краљевски градитељи које је запошљавао чешки краљ Отокар II. У Краљевском граду Писек су изградили неке важне грађевине (Краљевски замак, камени мост, жупна црква). Такође су изградили дворац Звиков са централним двором окруженим аркадама у два нивоа инспирисан клаустром — типичним елементом манастирске архитектуре. Капела дворца је завршена 1270. године.
Остали важни замкови су краљевски дворац Бездез (са његовом прелепом капелом) и дворац Кривоклат, бискупски дворац Хоршовски Тин (његова капела је очувана, други делови су касније обновљени). У Моравској постоје замак Шпилберк у Брну, замак Вевержи, Бухлов, Хуквалди и други.
Стару нову синагогу у јеврејској четврти Старог града у Прагу подигли су око 1270. године клесари краљевске радионице који су изградили и манастир Свете Агнезе. Ова двобродна синагога једна је од најстаријих сачуваних у Европи и најстарија још увек активна у Европи.

Стара нова синагога стилом подсећа на цистерцитанске манастире Злата Коруна (основан 1263) и Виши Брод (основан 1259). У Виши Броду је сачувана веома драгоцена раноготичка каптола из 1285. године. Ови манастири су тада завршени у стилу високе готике.
- Самостан Свете Агнезе Чешке у Прагу, 1230-1270-те
- Унутрашњост базилике Светог Прокопија у Требичу из 1240-их и 1250-их
- Манастир Осек, пре 1240.
- Стара-нова синагога у Прагу, после 1270. године
- Замак Звиков у Чешкој, пре 1270.
- Камени мост Писек, 1263—1265.[13]
- Капела у замку Бездез, пре 1283.
- Каптолска дворана опатије Виши Брод, 1285

## Висока готика

### Касна готика Пшемисловића
Период високе готике у Чешкој је започео за време владавине краља Вацлава II 1290-их. У то време се готички стил у Чешкој променио. Нове зграде су почеле веома снажно да наглашавају вертикалност и светлост.
У цистерцитској опатији Седлец код Кутне Хоре, око 1300. године подигнута је прва црква у стилу француских готичких катедрала у Чешкој. Зове се црква Успења Богородице и Светог Јована Крститеља и иако је обновљена у 18. веку у стилу барокне готике, њен презвитеријум, главни брод и трансепт нису изгубили свој првобитни изглед. Сматра се једном од првих високоготичких грађевина у Чешкој, а такође је уписана на Унескову листу светске баштине.
Врло слична црква подигнута је и у другом цистерцитском манастиру у Збраславу. У своје време била је највећа црква у Чешкој — била је дуга 104 метра. Збраславска катедрала је уништена током Хуситских ратова.

### Готика Луксембурга
Први краљ нове династије Луксембурга Јован Слепи није био велики оснивач нових грађевина. Вероватно је после 1310. обновио Камено звоно на Старом градском тргу у Прагу. У то време кућа је била украшена великим статуама и сликама и вероватно је коришћена као краљевска резиденција уместо Прашког замка који је био ненасељен након пожара 1303.
Епископ прашки Јан IV је подржао нову архитектуру уместо краља који је често био одсутан из земље. Основао је нову радионицу у свом граду Роудњице на Лаби у коју је позвао јужно-француске неимаре. Почео је да гради нови мост у Роудњицама преко реке Лабе. Такође је позвао архитекту моста Вилијама од Авињона на годину дана, који је подучавао локалне клесаре како би сами могли да заврше изградњу моста. Епископ је основао и нови манастир са црквом у Роудњицама и новим дворцима у Литовицама и Дражицама. Такође је основао нову монументалну цркву Светог Гилеса (чеш. Kostel sv. Jiljí) у Старом граду у Прагу и обновио бискупску резиденцију у Малој страни у Прагу (порушена током Хуситских ратова).

#### Владавина Карла IV и Вацлава IV
Процват високе готичке уметности у Чешкој дошао је са Јовановим сином Карлом IV. Овај млади чешки принц дошао је у Бохемију 1333. године из Француске где је одрастао на француском краљевском двору. Тада је као први краљ Чешке постао цар Светог римског царства и тако је Праг постао царска резиденција. Владавина цара Карла IV и његовог сина краља Вацлава IV један је од ретких периода чешке уметности када је била на упоредивом нивоу са европским развојем и чак постала водећа снага у развоју европске уметности.
Карло IV је био веома важан присталица уметности. Основао је многе нове грађевине, на пример најважнију високоготичку грађевину у Чешкој — Катедралу Светог Вида у Прашком дворцу — коју су основали он, његов отац краљ Јован и прашки надбискуп Арношт од Пардубица 1344. године. Први архитекта био је Француз Матија од Араса који је пројектовао цркву у стилу француске готике. После његове смрти Петер Парлер (који је дошао из Немачке) постао је архитекта катедрале и променио старије планове. Петер Парлер је изградио мрежасти свод у главном броду, један од првих мрежастих сводова у континенталној Европи. Овај мрежасти свод је потом инспирисао сводове у многим централноевропским црквама (нпр. у Милевском, Чешком Крумлову или Ниси у Пољској). Један од најдрагоценијих простора катедрале је капела Светог Вацлава која подсећа на капелу Светог крста у замку Карлштејн у централној Чешкој. Градња катедрале прекинута је Хуситским ратовима и завршена је најпре почетком 20. века. Карло IV је такође наредио да се обнови Стара краљевска палата у Прашком дворцу, а његов син Вацлав IV наставио је са обновом након Карлове смрти.
Још једна важна грађевина прашке високоготске архитектуре је Карлов мост са кулом коју је изградио Петер Парлер и која је једна од највећих и најлепших готских капија у Европи.
Петер Парлер је такође пројектовао нови презбитеријум цркве Светог Вартоломеја у Колину (чеш. Kostel sv. Bartoloměje). Рад Петера Парлера је касније постао велика инспирација за средњоевропске касноготичке архитекте.
Најзначајнији чешки високоготички дворац је замак Карлштејн саграђен 1348—1357. (и украшен до 1367.) где се може видети јединствена капела Часног крста која је требало да личи на Небески Јерусалим и у којој су чувани најдрагоценије свете мошти и драгуљи Краљевине Чешке и Светог римског царства (нпр. Царска круна Светог римског царства). Његови зидови су украшени драгим камењем и са 130 слика светаца које је насликао Мајстор Теодорик; златни плафон подсећа на небо са звездама, сунцем и месецом.
За време владавине Вацлава IV готички стил се мало променио у такозвану међународну готику коју је карактерисала замена монументалности елеганцијом (због тога је познат и као „леп стил”). Типичне за интернационалну готичку архитектуру, посебно у средњој Европи, биле су дворанске цркве. Црквене сале су обично имале и танке високе стубове који су подржавали свод. Типични примери интернационалне готичке архитектуре у Краљевини Чешкој су јужночешке цркве Светог Гилеса у Требоњу (чеш. Kostel sv. Jiljí) и Светог Вида у Собјеславу (чеш. Kostel sv. Víta). Сам краљ је наредио да се обнови италијански двор у Кутној Хори и да се сагради замак Точник. Друга значајна црква била је црква Светог Вида у Чешком Крумлову саграђена после 1407. године као дворанска црква са мрежастим сводом у главном броду.
- Барокни цртеж порушене Саборне цркве манастира Збраслав, око 1300.
- Црква манастира Виши Брод, око 1300.
- Црква Успења Богородице у Брну, после 1323. године
- Црква у Роудњицама на Лаби коју је 1333. основао прашки бискуп Јан IV.
- Замак Карлштејн, Чешка, 1348—1357.
- Камено звоно у Старом граду у Прагу, после 1310.
- Карлов мост у Прагу после 1357. године
- Црква Светог Вартоломеја у Колину са високим презбитеријем, 1360—1378.
- Замак Кашперк, југозападна Чешка, после 1356.[24]
- Унутрашњост цркве Светог Вида у Чешком Крумлову, после 1407.

## Касна готика
Процват високе готичке архитектуре у земљама чешке круне заустављен је избијањем Хуситских ратова 1419. године. Многе цркве, манастири и замкови су спаљени, а многе нове зграде су остављене недовршене од стране градитеља, као што је Катедрала Светог Вида у Прашком замку. Задивљујући систем утврђења хуситског града Табора вероватно је једино драгоцено архитектонско дело тог времена. Током ратова и много година после њих није било довољно новца да се изгради било која драгоцена грађевина. Једини важнији споменици тог времена у Прагу су Црква Госпе испред Тина у Старом граду у Прагу (која се користила као главна хуситска црква у Чешкој) чија је изградња настављена након ратова и виша кула капије Карлов мост у Малом граду у Прагу који је изграђен о трошку краља Јиржија после 1464. године.

### Готика Јагелонаца
Лоша ситуација чешке уметности изазвана ратовима и политичком нестабилношћу побољшана је након 1471. године када је католички пољски принц Владислав Јагелонац (унук бохемијске принцезе Елизабете Луксембуршке, унуке Карла IV) постао нови краљ Чешке, а посебно после 1485. године када је верска слобода донета (за католике и хусите) и тако су верски ратови коначно окончани.
Док је ренесансни стил цветао у Италији и западна Европа и Мађарска биле су под његовим утицајем, чешка уметност се вратила својим стилом у наслеђе старих готичких мајстора. Бохемија није била једина земља која није врло рано прихватила ренесансну уметност и покушала је да развије старији готички стил у нове форме — то је био и случај Аустрије, Баварске, Саксоније или Енглеске (архитектура Тјудора). Иако су и даље користили готички стил, полако су почели да га мешају са неким елементима ренесансе.
Најзначајнији архитекта чешког касноготичког стила био је Бенедикт Рејт који је радио за краља Владислава. Обновио је Прашки замак у касноготичком стилу и такође користио неке елементе ране ренесансе. Рејтово ремек-дело је Владиславска дворана у Старој краљевској палати Прашког замка која је завршена 1502. године и у то време била највећи световни засвођени простор (без унутрашњих потпорних стубова) барем у средњој Европи.
Бенедикт Рејт је завршио цркву Свете Варваре у Кутној Хори у касноготичком стилу користећи свод веома сличан своду Владиславске дворане. Ова црква има типичан касноготички кров у облику шатора.
Заједно са Хансом Списом, Бенедикт Рејт је после 1490. године изградио Краљевски ораторијум у катедрали Светог Вида у Прашком замку. Занимљив свод овог ораторија има натуралистички изведене исечене гране, везане чврстим ужадима на врху лукова, уместо уобичајених ребара. Ханс Спис који је дошао из Франкфурта на Мајни је такође обновио краљевски дворац Кривоклат у централној Чешкој.
Други значајан касноготички архитекта био је Матеј Рејсек који је био чешког порекла. Саградио је Барутну кулу у Прагу 1475—84, која је инспирисана кулом моста.

У Брну је био активан аустријски архитекта Антон Пилграм где је пројектовао веома занимљив портал Старе градске куће.
- Коњичко степениште Прашког замка, око 1500.
- Дворана Владислава у Прашком замку, Бенедикт Рејт, око 1500.
- Свод цркве Светог Јакова у Прахатицама, 1505—1513.
- Портал Старе градске куће у Брну Антона Пилграма, 1510—1511.
- Градска кућа у Славоницама
- Краљевски ораторијум у катедрали Светог Вида у Прагу, који су изградили Бенедикт Рејт и Ханс Спис, око 1500.
- Свод цркве Светог Петра и Павла у Мелнику, Ханс Спис, 1490-те
- Барутна кула у Прагу, Матеј Рејсек, 1475—1484.
- Торањ Богородичине цркве испре Тина у Прагу са оригиналним кровом, пре 1511.
- Дворац Пернштејн, Моравска, прелаз из 15. у 16. век